# Municipio de Bowling Green (condado de Pettis)
El municipio de Bowling Green (en inglés: Bowling Green Township) es un municipio ubicado en el condado de Pettis en el estado estadounidense de Misuri. En el año 2010 tenía una población de 1003 habitantes y una densidad poblacional de 10,38 personas por km².

## Geografía
El municipio de Bowling Green se encuentra ubicado en las coordenadas 38°45′29″N 93°6′24″O / 38.75806, -93.10667. Según la Oficina del Censo de los Estados Unidos, el municipio tiene una superficie total de 96.66 km², de la cual 96,38 km² corresponden a tierra firme y (0,28 %) 0,27 km² es agua.

## Demografía
Según el censo de 2010, había 1003 personas residiendo en el municipio de Bowling Green. La densidad de población era de 10,38 hab./km². De los 1003 habitantes, el municipio de Bowling Green estaba compuesto por el 98,5 % blancos, el 0,2 % eran afroamericanos, el 0,2 % eran asiáticos, el 0,1 % eran de otras razas y el 1 % eran de una mezcla de razas. Del total de la población el 0,7 % eran hispanos o latinos de cualquier raza.